# Fragmosom
Fragmosom je struktura koja se javlja u visoko vakuoliranim biljnim stanicama. Njena pojava može prethoditi ranoj profazi. Uloga fragmosoma je suspendirati staničnu jezgru u središtu stanice tijekom pripreme za mitozu. Ako je fragmosom vidljiv, predprofazni prsten pojavit će se na njegovom vanjskom rubu. 
Kad u ranoj profazi citoplazmatske vrpce, u kojima su aktinske niti (mikrofilamenti), prodru kroz veliku središnju vakuolu, spajaju se s okolinom jezgre, a jezgra preko tih niti ide prema središtu. Citoplazmatske se vrpce poprijeko spajaju na mjestu buduće ekvatorske ravnine. Taj spoji koji naprave sredini stanice tvore citoplazmatski prostor. To je struktura nazivamo fragmosom. Fragmosom podupire gusti snop mikrocjevčica i mikrofilamenata u obliku predprofaznog prstena, a nalazi se neposredno ispod plazmatske membrane.